# バトル・オブ・ザ・ビリオネアーズ
| ビンス・マクマホン2006年12月5日ドイツ・ラムシュタイン米空軍基地   |  | ドナルド・トランプ2017年10月6日ホワイトハウス   |
| ビンス・マクマホン 2006年12月5日 ドイツ・ラムシュタイン米空軍基地 |  | ドナルド・トランプ 2017年10月6日 ホワイトハウス |

バトル・オブ・ビリオネアーズ（Battle of the Billionaires Hair vs Hair）は、2007年4月1日にアメリカのプロレス団体WWEのレッスルマニア23にて行われた試合形式。日本語訳は億万長者対決。

## 概要
WWEの会長兼CEO・ビンス・マクマホンに、当時、米国の不動産王として君臨していたドナルド・トランプ（後の第45・47代アメリカ合衆国大統領）が、RAWにてビデオレターで宣戦布告をしたのが事の発端。両者ともにヅラ疑惑があったため、代理レスラーに試合をやらせて、負けたレスラーの方のマネージャーがツルッパゲにされる（状況をひとまとめにしてタイトルを命名すると「敗者マネージャー髪切りデスマッチ」）と言う、なんとも大人げの無いおバカな対決。あまりのバカバカしさを全米の2人の大富豪が、大人げもなく本気で勝負する事で、米国の各界セレブや、世界中のファンが注目する億万長者対決となった。前哨戦の情勢では会場に本物の100ドル紙幣の雨を降らせたり、パートナーのラシュリーが包囲網を軽く突破したりと、トランプ側が優勢。スペシャルレフェリーには役員会側が、ビンスと因縁のあるストーン・コールド・スティーブ・オースチンを（トランプが裏工作で、役員会をも買収していた）招き入れ波乱万丈の対決前だった。直前に行われたロウでの調印式ではトランプがビンスにビンタを見舞ったり、リングでの再調印式では、突き飛ばして机に腰を叩きつけて後頭部から落とすなど、トランプがかなり強気な態度を示す。この時にWWEのインタビュアーがハリウッドスター達にアンケートを取ったら、ほとんどがトランプを支持しており、ザ・ロックまでもが「ビンスが負けるだろう」とテレビで述べている。
ビンスはウマガとアルマンド・エストラーダを迎え入れてビンスチームを結成。トランプはボビー・ラシュリーをパートナーに迎え、トランプチームの結成となる。ラシュリーは当時ECW世界ヘビー級王座を保持し、ウマガは当時WWEインターコンチネンタル王座を保持しており、王者同士の対決でもあった。

## ストーリーライン
- 最初に入場して来たのは散髪椅子と散髪屋の看板で、これにはマヌケな入場音楽も相まって実況者のJRも呆れていた。そしてビンスが入場する際には、8万人の観客が館内一斉にブーイングの嵐を見舞う。そしてウマガとエストラーダが先にリングイン。一方トランプがミスU.S.A.と一緒に入場する際には、100ドル紙幣が数万枚が館内に降ってくる。尚、この紙幣は本物である。（同じ事をJBLが行っている。この時の紙幣は１ドル紙幣だが、これも本物の紙幣。但し紙幣にはJBLの顔が写っている。このパロディ紙幣をアメリカでは、1967年よりアメリカ財務省による認可を受けた専門会社で作られたものなら合法で使える。日本にも栃木県に認可された店舗がある）そしてラシュリー、オースチンの順番に登場。

- 試合開始早々、いきなりのパンチ合戦。コーナーにいるウマガを殴るラシュリーを、オースチンがムリヤリ引き離す。カバーされるウマガの足を、エストラーダがロープにかけてカウントを逃れると、怒ったラシュリーはエストラーダをリングに引き込んで攻撃。ロープから場外に投げてエストラーダをKOの後に退場に追い込む。その後、スピアに来るラシュリーをウマガが避けると、ラシュリーはリング下に転落し、リングに戻るとウマガが攻勢に。ロープ際での攻撃をやめないウマガを、オースチンが殴ったり髪をつかんで離そうとする。

- オースチンとにらみ合うウマガ。ラシュリーをクローズラインで倒したウマガは、ロープ際でヒップドロップ。逆襲するラシュリーにをサモアンドロップを見舞うと、微妙なカウントにビンスがクレームをつけるためにエプロンに上がる。ラシュリーがロープに飛んでビンスがリング下に落ち、腰を強打して起き上がれなくなってしまう。そしてウマガがコーナーに上るが、ラシュリーが抱え投げで投げ飛ばし、さらにクローズライン。両者共にダウンして、オースチンがカウントを数えるが、9まで数えてストップし「ノーカウントアウト」と宣言、リングアウト裁定が無い対決となる。

- ここでビンスの息子・シェイン（日本語字幕ではバカ親父自慢の、バカ息子と表記）が来てビンスを起き上がらせる。ウマガのカウントを再びオースチンが阻止。これに怒ったウマガは、オースチンにサモアンスパイクを喰らわせてKOさせてしまう。オースチンがダウンするとシェインが入って、2人がかりでラシュリーを攻撃。ウマガがヒップアタックを見舞い、ビンスはリングの下からゴミ箱を取り出してシェインに渡す。シェインがコーナーから、ラシュリーにゴミ箱を抱えさせた上でドロップキックを見舞い、ラシュリーはダウン。シェインがシャツを脱ぐと、WWEオフィシャルレフェリーのシャツを着ている。

- ビンスチームは、この後もラシュリーをリングに引っ張り込むと、ウマガがボディプレス。カウントするシェインを（我に返った）オースチンがリング外に引っ張り出し、リング下で殴った後、鉄製の階段に投げ飛ばされ、シェインは大の字状態でKO。再びオースチンがリングに入ると、ウマガがオースチンにパンチ。オースチンを罵倒するビンスに、業を煮やしたトランプが突如ビンスに襲い掛かって、アックスボンバーを喰らわせた後に馬乗りパンチの連発で、実況のJRは我を忘れて大爆笑の嵐に。オースチンはウマガにスタナー、続いてラシュリーがスピアを決めて、カウント3。ラシュリーの勝利で、試合後はトランプとラシュリーが握手。

- まさに、お互い（ビンスとトランプ）のエゴと髪の毛の掛かった、大人げの無い真剣勝負だった。

## ツルッパゲの経路
- この結果にビンスは呆然としているが、リングのオースチンと目が合う。オースチンはビンスをリングにあげるが、シェインがフォローに入るもの、オースチンが殴った上にスタナーを見舞い、その間にビンスはリング下を這って逃げる。リング上ではトランプとラシュリーの手をオースチンが上げるが、ビンスは逃げてスロープからゲートに歩き出す。しかしラシュリーが走って追いかけて来て、ビンスを担いでリングに連れ戻す。リングに立たされたビンスはオースチンの頭を触るが、怒ったオースチンに股間を蹴られた挙句、スタナーを喰らい、ビンスは気絶。ラシュリーがムリヤリ気絶していたビンスを散髪椅子（尚、この散髪椅子は手を固定する革の鎖がつながれてある。実況のJRは悪徳理髪店と表現していた。）に座らせ、トランプがバリカンを高々に上げると、観客は最高のボルテージに達する。その一方でビンスは「やめてくれ！」・「私は主催者だ！」・そしてお決まりの「You're Fired!（貴様はクビだ！）」等と往生際の悪い悲鳴を大声で喚いている。

- 無理矢理ビンスを散髪椅子に座らせたトランプチームは、オースチンが真ん中でビンスが暴れないように首根っこを抱えており、（ビンスから見て）右側にトランプ、左側にラシュリーが「Let's Go！」の合図と同時に、トランプが日本語で「サヨナラ、HAIR！」と発言した後、両サイドからビンスにバリカンを頭の隅々まで入れていく。この時、ビンスの悲鳴と涙が止まらない状態だった。また実況のJRも「あの悪の会長が、本気で泣いてるぞ！」を連発していた上、JBLは「日頃の行いの悪さだ！ザマァミロ！」と傷口に塩を塗りこむようなコケにした一言を発している（この大会でJBLは試合が組まれておらずその鬱憤を晴らす形になった）。

- 更に悪乗りした2人は山盛りのシェービングクリームをビンスの頭に乗せて、カミソリでビンスの頭をツルッツルに。ビンスはこの時はさすがにマジ切れして「どこまで主催者の私に恥をかかせたら気が済むんだ！3人ともいい加減にしろ！貴様はクビだ！」とわめき散らしている。この時、オースチンは呑気にビールを呑んでいたが、ビンスがツルッパゲになった瞬間、ビンスのネクタイを掴んで「これを見ろ」と言わんばかりに、ラシュリーに手鎖を解かれた後に鏡を見せられ、ビンスは自分の姿を見て気絶してしまった上、オースチンに散髪椅子ごと倒されてしまう。

- オースチンがラシュリー、トランプとビールで乾杯している時に、ビンスは涙を流して引き上げていく。その後オースチンは、突如トランプにスタナー（しかし、一般人なので明らかに手抜き）を喰らわせて、ビールを飲みながら上機嫌で退場。オースチンはトランプチームの手助けをして、ビンスのツルッパゲに協力したものの、最後の最後で謀反を起こす格好を示して「誰の味方でもない」事をアピール。倒れたトランプをラシュリーが助け起こすが、トランプは苦悶の表情を浮かべていた。これを見た実況のJRは「このシーンを喜んでいるのは(トランプの)前妻だろう」とブラックジョークを発言している。刈られたビンスの髪の毛は、その後どう言う経路を辿ったか知らないが、アメリカのネットオークションにビンスの髪の毛が出品され、日本円で約10万で落札された。

- ビンスの髪は当初ヅラ疑惑もあったが、その試合から1ヶ月も経たない内にビンスは（シェイン等と結託し）、ECW世界ヘビー級王座ベルトをラシュリーから奪取。この時、ビンスは頭にバンダナを巻いてあり、バンダナが外れた際の頭は丸坊主状態だったため、実際にハゲにされていた事が明らかとなった。そしてここまで身体を張って自らが8万人の観衆の前で大恥を晒して、世界中の笑いを取ったビンスに、アメリカを始め各国のスポーツメディアはと大絶賛し、まさに怪我の功名とも言える。
- ニューヨーク証券取引所に株式を上場した際の都合によりWWEは公式に台本の存在を認めているが、レッスルマニアの台本についてはビンスが承認を出している。つまりビンスが自分自身が丸刈りになるブックに署名したことになる。

## その他
- トランプの入場テーマは、シェインのテーマソングでもある「Here Comes The Money」をアレンジしたものだった。後に特番「マネー・イン・ザ・バンク」のテーマソングに起用される。
- この時、ビンスとトランプは偶然にも同じ「ピンク色のネクタイ」を締めていた。
- また試合開催前のアメリカの検索エンジンキーワードランキングで「ドナルド・トランプ」が1位になった。
- 解説者に起用されたのは、カードが組まれていなかったJBL。カードの組まれなかった不満から始まり、ビンスがツルッパゲになる時は実況のJRと一緒になって、ビンスをコケにしまくっていた。
- トランプが入場時に降らせた大量の100ドル紙幣を集めまくって、財を得たファンも数十人ほどいた。（ビンス逃亡時に、札束を見せ付けるファンが数人写っている事で確認できる）
- レッスルマニア23のポスターやDVDはメインイベントのポスターでなく、このバトル･オブ･ザ･ビリオネアーズの広告が使われ、下段にトランプとビンス。上段にラシュリー・オースチン・ウマガの3人が写っている。
- 最後はラシュリーがスピアーでウマガを倒しフォールしたが、運営のミスでオースチンがカウント2を数えた瞬間にゴングが鳴らされていた。
- 後にトランプがアメリカ大統領選挙に当選し大統領になるとWWEでのパフォーマンス経験が彼の選挙演説に影響を与えていたとされ彼が出演した当時の映像も再注目された[1]。
- 2017年7月2日夜、トランプは自身のツイッターで、同試合のビンスへ攻撃を仕掛けるシーンのビンスの頭部を、トランプに批判的なCNNのロゴに差し替えた映像を投稿した[2]。

## 関係項目
- カベジェラ・コントラ・カベジェラ